# O mój rozmarynie
 (octobre 2024).
O mój rozmarynie (en français « Oh mon romarin ») est l'une des chansons militaires polonaises les plus populaires de l'époque de la Première Guerre mondiale et de la guerre polono-soviétique.

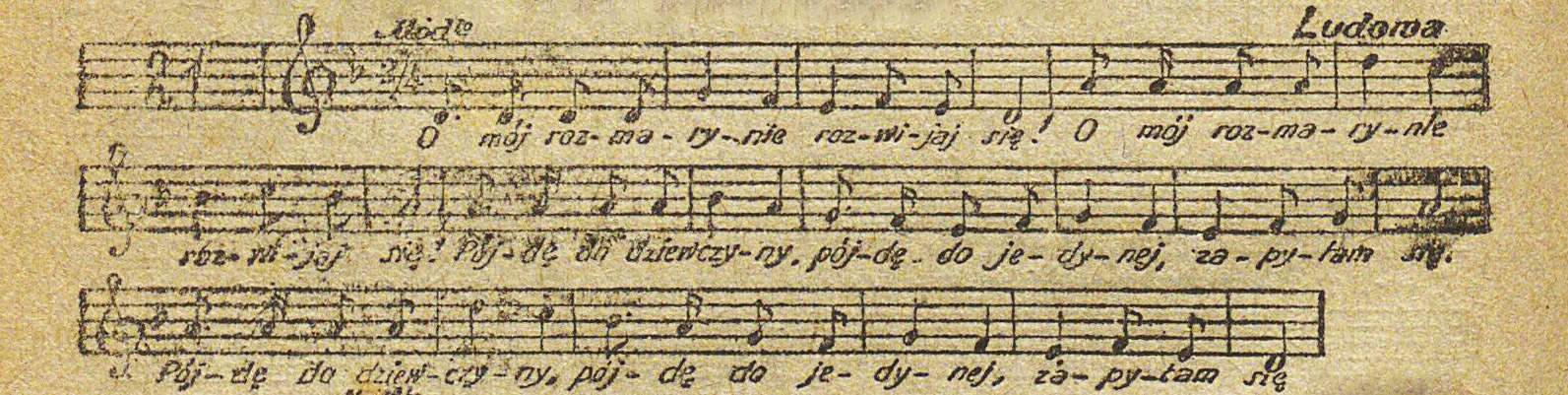
La chanson O mój rozmarynie dans un chansonnier de 1918.

## Origine
Le prototype de la chanson était probablement la chanson folklorique Koło ogródeczka woda ciekła (« L'eau coulait près du jardin »), connue depuis l'époque des campagnes napoléoniennes, et plus précisément ses 2e et 3e couplets, écrits par Oskar Kolberg sous la forme suivante :
| A choćby mi rzekła, nie boję się, werbują ułany, werbuję i ja się. | Et même si elle me le disait, je n'ai pas peur, ils recrutent des uhlans, Je me ferais recruter aussi. |
| Dostanę ja mondur z guzikami i buciki ładne da i z ostrogami       | Je vais chercher un uniforme avec des boutons et de belles chaussures oui et avec des éperons.         |

## Histoire
Le diplomate Michał Sokolnicki écrit dans ses mémoires qu'un des membres de la compagnie des Fusiliers (en) de Cracovie enseigne la chanson au reste de l'unité lors de la marche de Lanckorona à Cracovie le 14 avril 1913.

« Je ne sais pas d'où il l' [la chanson] a apporté, de quelle tradition le jeune homme qui participait à nos quatre premiers défilés à l'époque l'a extrait. Au début, il nous l'a chanté lui-même de sa voix jeune, encore un peu enfantine ; dans le rythme monotone de la marche lourde et désorganisée, elle était rattrapée ici et là par les voix des soldats. [...] J'étais de ceux qui demandaient sans cesse qu'on le répète, alors nous y revenions à partir des chants des autres, et finalement, même avant Cracovie, toute notre compagnie le connaissait par cœur et continuait à battre la mesure avec leurs pas. C'est ainsi qu'elle se transmit ensuite à d'autres unités, entra dans le trésor de l'armée et commença son long voyage à travers les rangs des soldats en Pologne. »

## Auteurs
La chanson paraît dans des recueils de chansons à partir de 1915 et a été imprimée pour la première fois dans la collection Żołnierskie piosenki obozowe (« Chansons des camps de soldats ») d'Adam Zagórski. Deux strophes ont été ajoutées par Wacław Denhoff-Czarnocki (pl), et une a été écrite dans quatrième régiment d'infanterie de Légions (en). Cependant, à l'exception de ces ajouts ultérieurs, les auteurs du texte initial sont anonymes.
L'auteur de la musique de la chanson, et donc probablement celui qui a appris à la chanter au reste de l'unité des Fusiliers, était Zygmunt Pomarański (pl).

## Texte

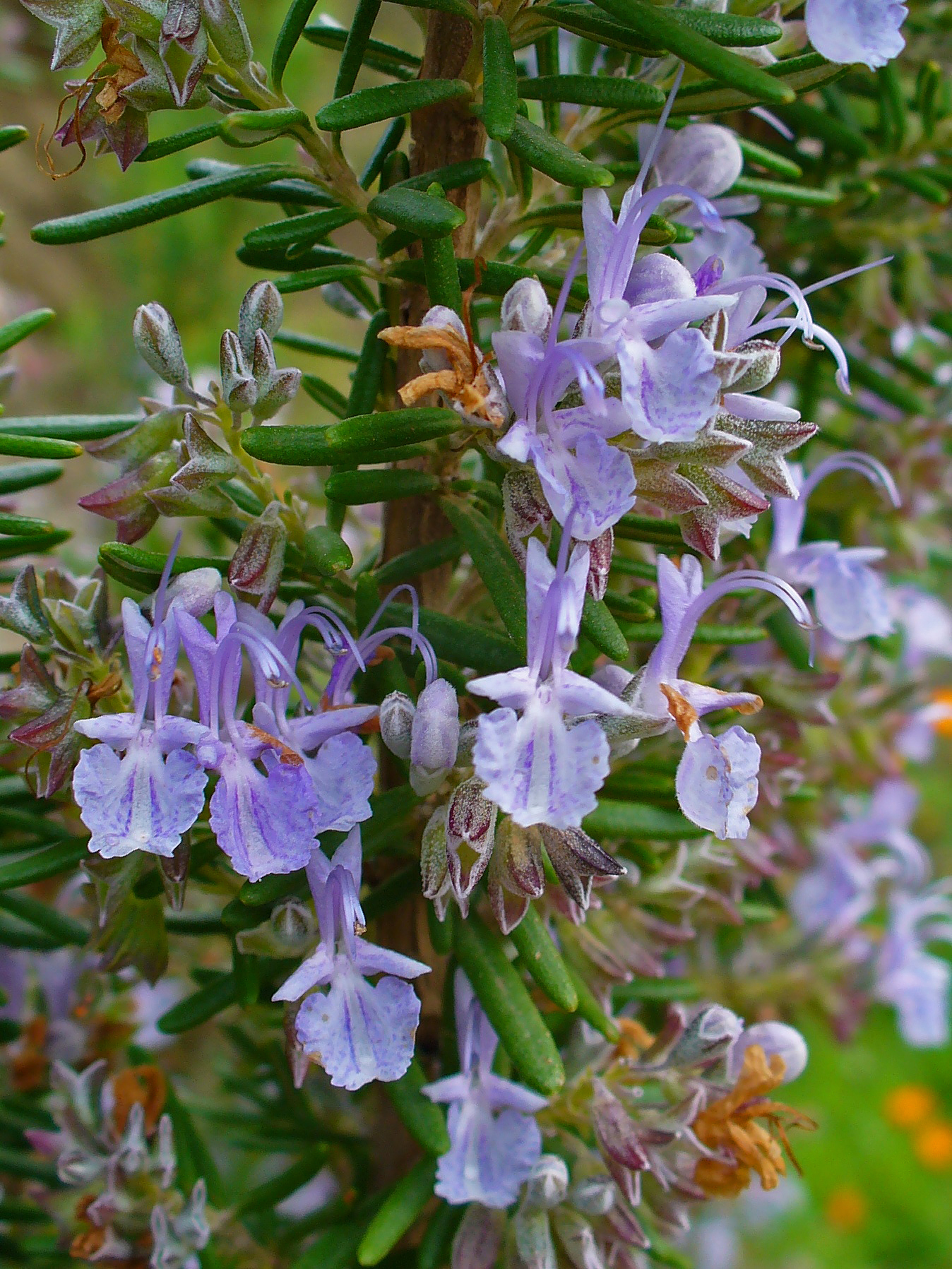
Romarin en fleur.

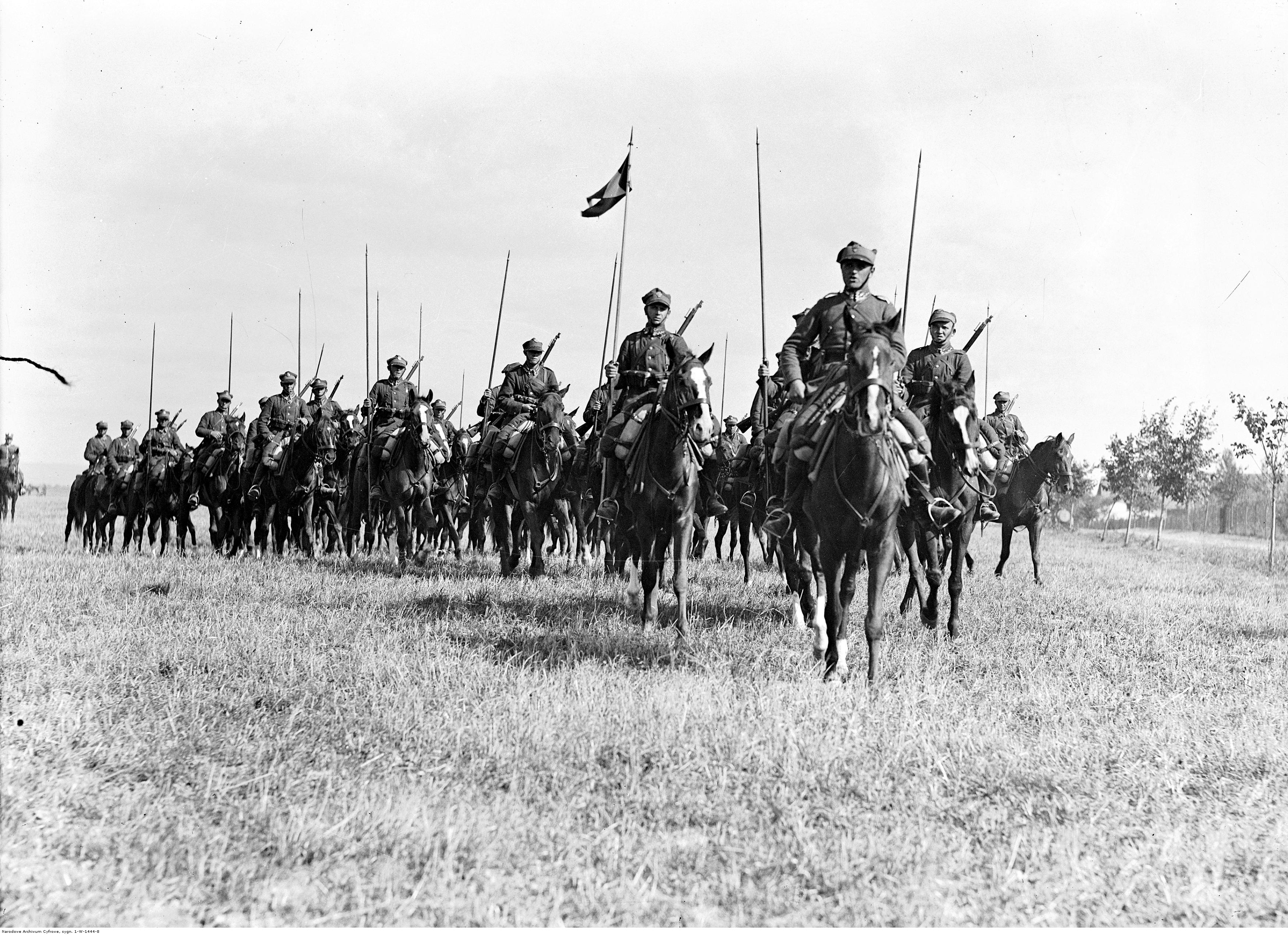
Uhlans polonais vers 1933.

Dans les croyances populaires, le romarin est présenté comme un symbole d’amour et de fidélité.
La chanson se décline en plusieurs versions, différant par le nombre de strophes. Le texte ci-dessous est l'une des versions les plus longues.
| O mój rozmarynie, rozwijaj się Pójdę do dziewczyny, pójdę do jedynej Zapytam się.                    | Oh mon romarin, grandis, fleuris J'irai vers la fille, la seule et l'unique Je lui demanderai.                                                |
| A jak mi odpowie – nie kocham cię, Ułani werbują, strzelcy maszerują Zaciągnę się.                   | Et s'il me répond — je ne t'aime pas, Les uhlans recrutent, les tirailleurs défilent Je vais m'engagerai.                                     |
| Dadzą mi konika cisawego I ostrą szabelkę, i ostrą szabelkę Do boku mego.                            | Ils me donneront un cheval alezan Et un sabre tranchant, et un sabre tranchant Pour mes côtés.                                                |
| Dadzą mi kabacik z wyłogami I wysokie buty, i wysokie buty Z ostrogami.                              | Ils me donneront un manteau avec des revers Et des bottes hautes, et des bottes hautes Avec des éperons.                                      |
| Dadzą mi uniform popielaty Ażebym nie tęsknił, ażebym nie tęsknił Do swej chaty.                     | Ils me donneront un uniforme gris Pour que je ne regrette pas, pour que je ne regrette pas Ma chaumière.                                      |
| Dadzą mi manierkę z gorzałczyną Ażebym nie tęsknił, ażebym nie tęsknił Za dziewczyną.                | Ils me donneront une gourde de vodka Pour que je ne regrette pas, pour que je ne regrette pas La fille que j'aime.                            |
| Dadzą mi szkaplerzyk z Matką Boską Żeby mnie broniła, żeby mnie broniła Tam pod Moskwą.              | On me donnera un scapulaire avec la Vierge Marie Pour me défendre, pour me défendre Là, près de Moscou.                                       |
| A kiedy już wyjdę na wiarusa Pójdę do dziewczyny, pójdę do jedynej Po całusa.                        | Et lorsque je serai enfin vétéran, J'irai voir la fille, la seule et l'unique Pour un baiser.                                                 |
| A kiedy mi odpowie – nie wydam się Hej, tam kule świszczą i bagnety błyszczą, Poświęcę się.          | Et si elle me répond qu'elle ne se donnera pas [à moi] Hé, il y a des balles qui sifflent et des baïonnettes qui brillent, Je me sacrifierai. |
| Powiodą z okopów na bagnety, Bagnet mnie ukłuje, śmierć mnie pocałuje, Ale nie ty.                   | Ils sortiront des tranchées avec des baïonnettes, La baïonnette me piquera, la mort m'embrassera, Mais pas toi.                               |
| A gdy mnie przyniosą z raną w boku, Wtedy pożałujesz, wtedy pożałujesz Z łezką w oku.                | Et quand ils m'amèneront avec une blessure au côté, Alors tu le regretteras, alors tu le regretteras Avec une larme à l'œil.                  |
| Na mojej mogile wyrośnie bez, Nie chciałaś mnie kochać, nie chciałaś mnie kochać, Nie roń teraz łez. | Sur ma tombe, il poussera du lilas, Tu ne voulais pas m'aimer, tu ne voulais pas m'aimer Ne verse pas de larmes maintenant.                   |
| Za tę naszą ziemię skąpaną we krwi, Za nasze kajdany, za nasze kajdany, Za wylane łzy                | Pour notre terre baignée de sang, Pour nos chaînes, pour nos chaînes, Pour les larmes versées.                                                |